# Orthaea boliviensis
Orthaea boliviensis är en ljungväxtart som beskrevs av Boris Fedtjenko och Basilevsk. Orthaea boliviensis ingår i släktet Orthaea och familjen ljungväxter. Inga underarter finns listade i Catalogue of Life.